# Callao (konstitutionell provins)

Peru med Callaoregionen

Callao är en konstitionell provins i Peru, som i detta sammanhang kan jämställas med Perus övriga 24 departement. Det ligger längs Perus centrala kuststräcka. Callao gränsar till Lima i öster, norr och söder, och till Stilla havet i väster. Departementet inkluderar staden Callao, som är Perus mest betydande hamn, och öarna San Lorenzo, El Frontón, Cavinzas och Palomino. Det är landets minsta departement. 
I Callao ligger den snabbt växande satellitstaden Ventanilla.

## Administrativ indelning
Departementet Callao består av bara en provins, Provincia Constitucional del Callao. Provinsen är i sin tur indelad i sju distrikt., som vart och ett leds av en borgmästare (alcalde). Distrikten, med invånarantalet (2017) inom parentes, är:
| Distrikt i provinsen Callao | Distrikt i provinsen Callao |
| --------------------------- | --------------------------- |
| Distrikt                    | Befolkning (2017)           |
| Callao                      | 451 260                     |
| Bellavista                  | 74 851                      |
| Carmen de la Legua Reynoso  | 42 240                      |
| La Perla                    | 61 417                      |
| La Punta                    | 3 829                       |
| Ventanilla                  | 315 600                     |
| Mi Perú                     | 45 297                      |
| Totalt                      | 994 494                     |